# Stuart Taylor
Stuart James Taylor (Romford, Gran Londres, 28 de novembre de 1980) és un futbolista anglès que des del 2009 juga de porter pel Manchester City Football Club.